# Логотип Коломиї
Логотип Коломиї — логотип міста Коломия Івано-Франківської області. Місто Коломия вважається столицею Гуцульщини та Покуття.
Логотип офіційно затверджено на 10 сесії Коломийської міської ради 13.07.2016 №567-10/2016.

## Концепція логотипу Коломиї

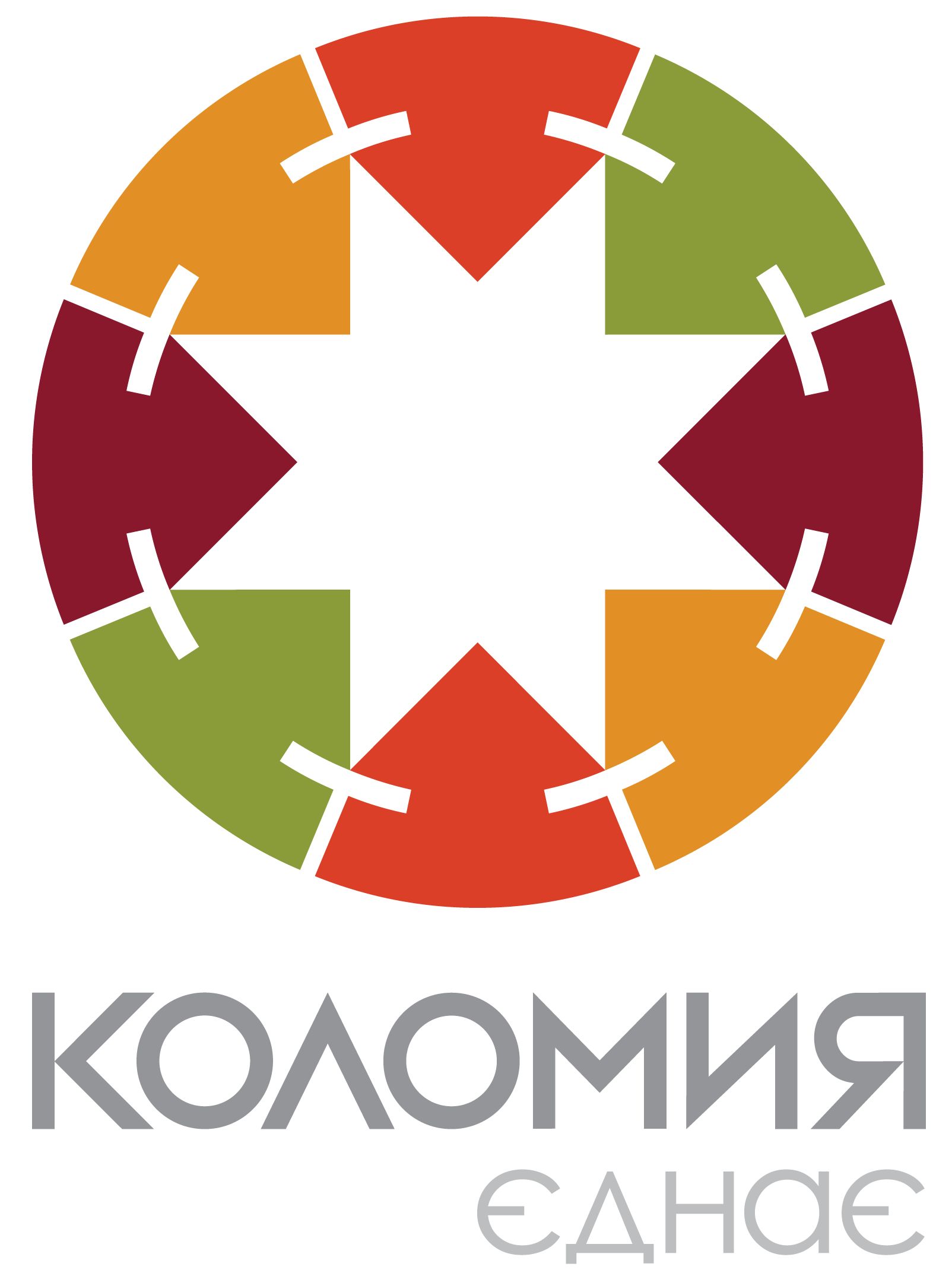
Логотип Коломиї

Логотип складається з трьох базових компонентів: зірки (інші назви: Алатир, ружа), яка є архаїчним духовним символом та центральним елементом коломийської Писанки, кола (старовинного символу-синоніма міста) та вісьмох секторів-стрілок. При цьому всі ці елементи гармонійно поєднані та сприймаються, як єдине ціле.
Будова логотипу наслідує популярну у коломиян розшифровку назви рідного міста: Коло Ми Я, оскільки окремий сегмент-стрілка (Я) в єднанні з подібними до себе (Ми) формує Коло, як фігуру, що символізує рух, розвиток та є синонімічною єднанню групи людей. Ідею єднання підсилюють лаконічний слоган та короткі відрізки-дуги, що наче «прошивають» елементи логотипу по колу.
Ще одне єднання, яке символізує логотип Коломиї – це зв’язок минулого та сучасного, адже два архаїчних символи (коло та зірка) утворюються стрілками, які виконані у сучасному, оригінальному та дещо грайливому дизайні.
Три кольори логотипу - вишневий, оранжевий, жовтий –  є кольорами коломийської Писанки, архаїчного символу, а відповідно вектором у минуле міста. Четвертий колір – зелений – є символом нового, альтернативного, зростаючого.
Логотип можна сприймати з позицій гостей міста, або його мешканців. З точки зору гостей, стрілки є натяком на магнетизм міста для туристів, закликом відвідати писанкову Коломию. В той самий час, місцеві мешканці можуть трактувати логотип, як символ єдності, коли спільна робота, прагнення, чи наміри різних людей (різнокольорові стрілки) можуть створити щось прекрасне, духовне, величне (зірка всередині фігури) та спільними зусиллями обертати колесо розвитку й прогресу (зовнішня форма кола логотипу).
Відповідно і слоган «єднає» гості міста сприймають, як обіцянку теплого прийому та перспективу завести нових друзів, а коломияни розглядають, як нагадування про важливе місце громади, дружби та підтримки у житті будь-якої людини.
Філософське тлумачення логотипу: протилежні думки людей (дві стрілки одного кольору) повинні не конфліктувати між собою, а доповнювати одна одну в будові чогось великого та мудрого - так само, як стрілки будують духовний символ.
Автор логотипу - Граціанський Володимир

## Асоціативний візуальний ряд логотипу
Базові асоціації
Колесо – символ розвитку та руху, символ міста Коломия.
Алатир – могутній духовний символ, символ Сонця, символ присутності Бога.
Стрілка – символ концентрації уваги, наміру, руху.
Важливі асоціації

Стежок «по колу» – народна творчість, вишивка, з’єднання.
Коломийська Писанка – з нею асоціюються три кольори логотипу (вишневий, оранжевий, жовтий), округлість та розташований в середині Алатир.
Аркан – старовинний гуцульський танець, запальний та сакральний.
Додаткові асоціації

Сварга (ладинець + колядник) – жіночий та чоловічий символи об’єднуються в одну фігуру на логотипі.
Паросток - символом всього нового є зелений колір логотипу, який наче «пробивається» крізь три споріднені кольори (вишневий, оранжевий, жовтий).
Велосипедна «зірка» - ця можлива асоціація вдало символізує один з найпопулярніших видів туризму.
Печатка – символ якості, офіційності, надійності.

## Версії логотипу

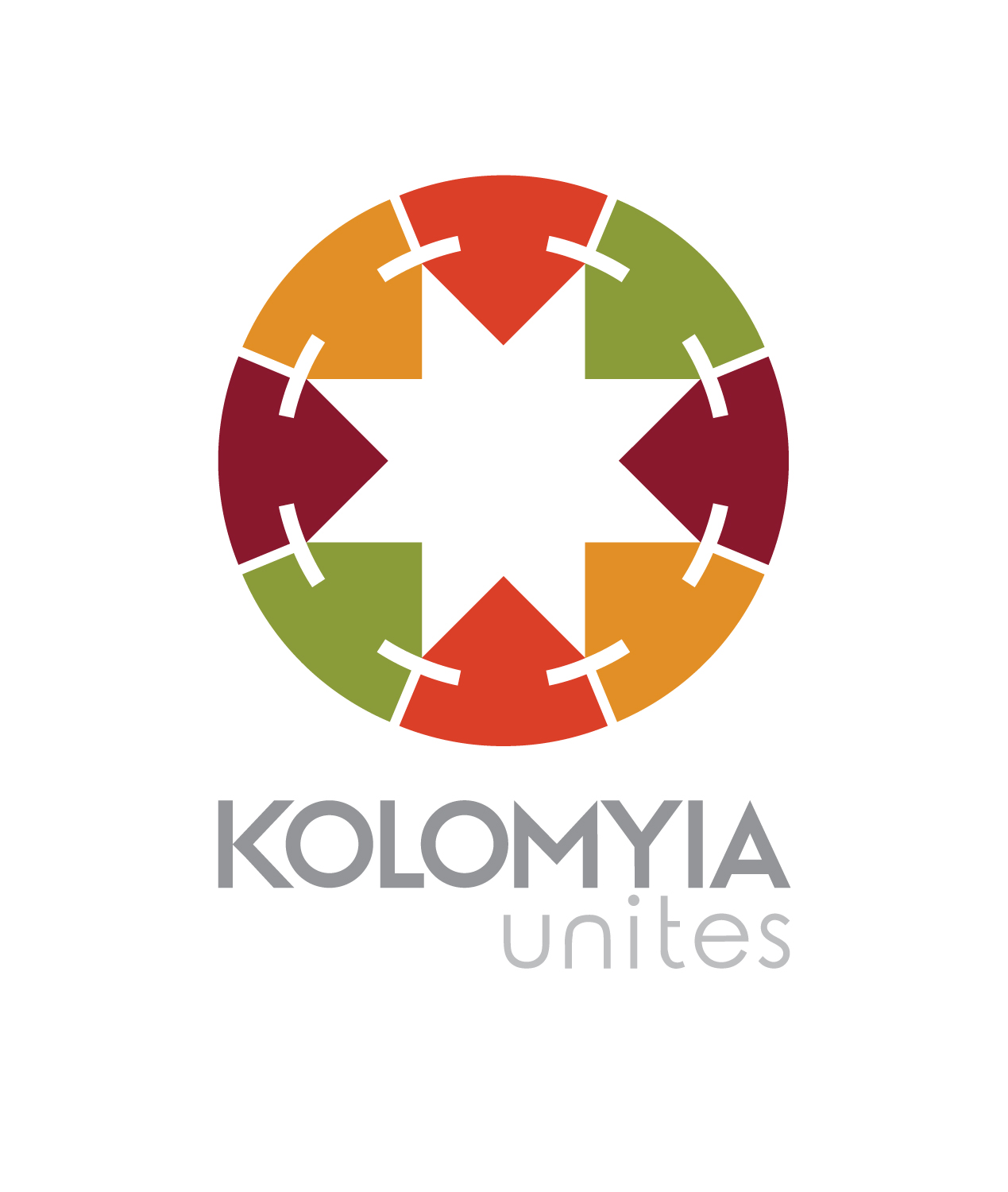
Англійська версія
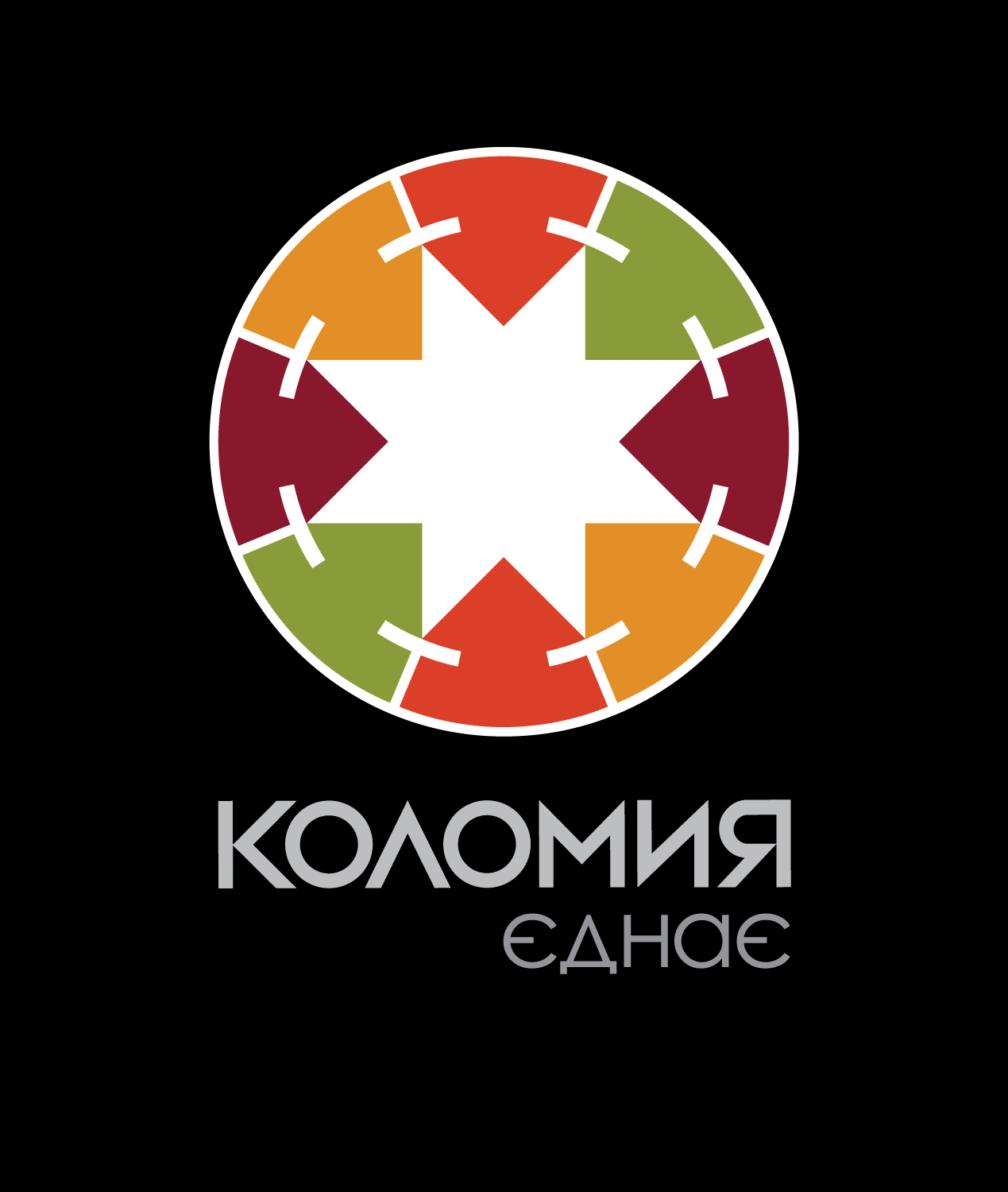
На чорному тлі
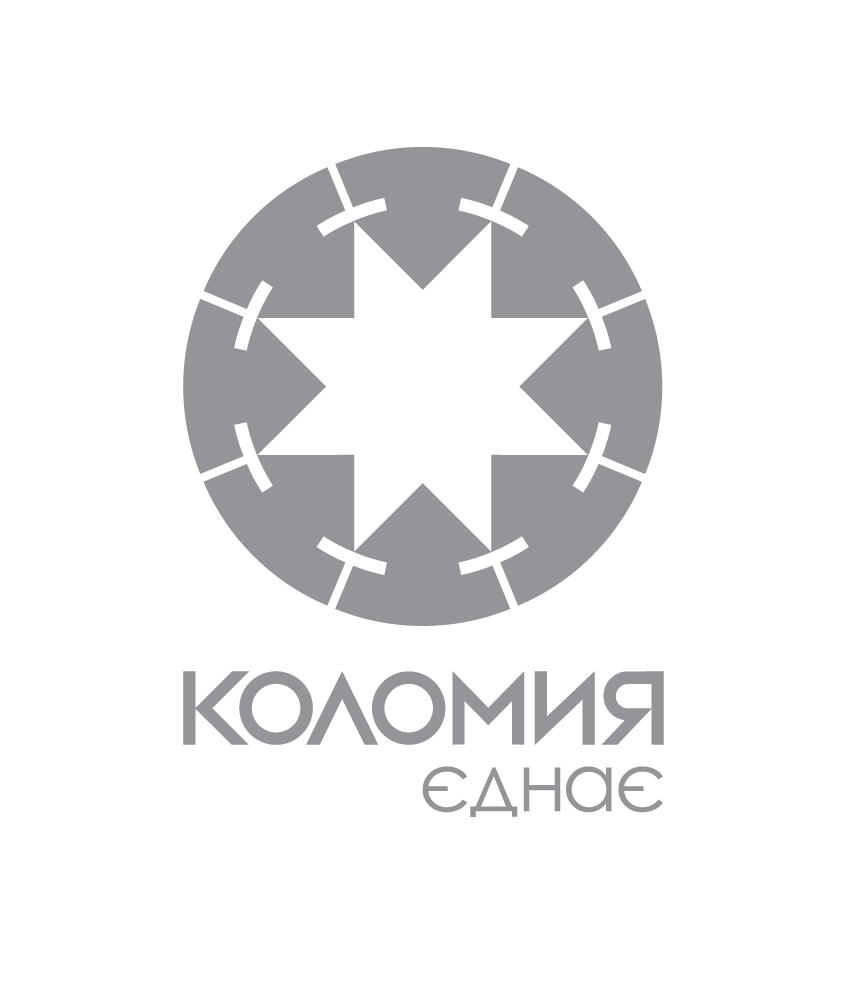
Монохромна версія
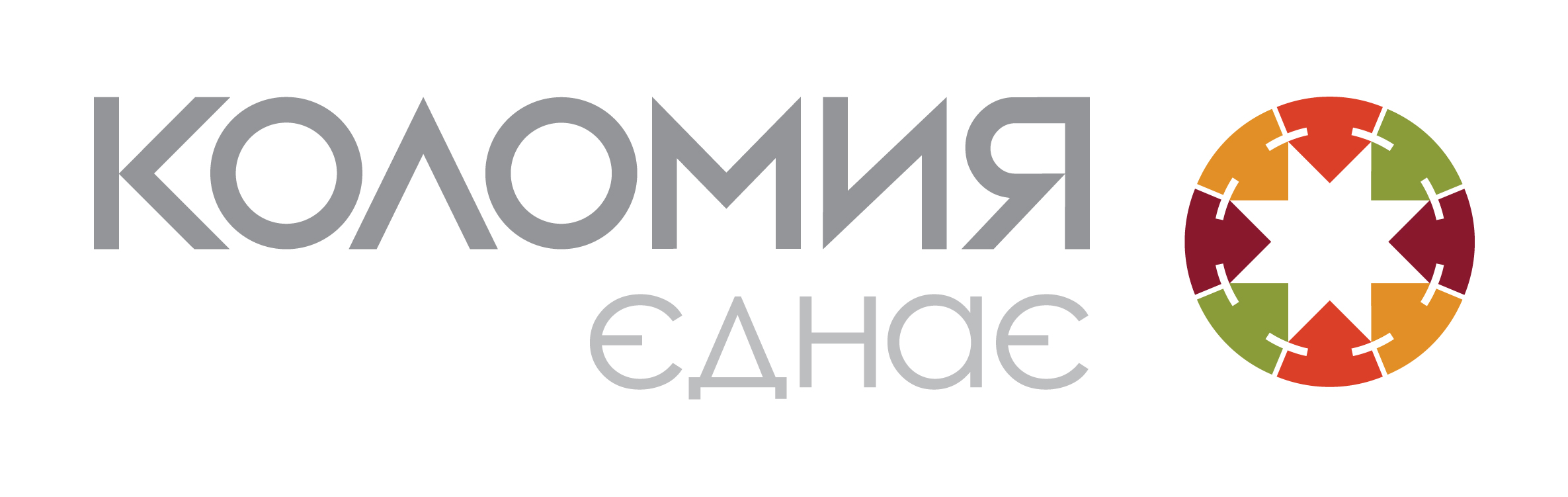
Горизонтальна версія